# Tour de Force – Live
Tour de Force - Live – album koncertowy amerykańskiego gitarzysty jazzowego Ala Di Meoli, wydany w 1982 roku nakładem wytwórni płytowej Columbia Records.

## Lista utworów
Opracowano na podstawie materiału źródłowego.
LP:
Strona A
| 1. | "Elegant Gypsy Suite" | 10:10 |
|    |                       |       |
| 2. | "Nena"                | 5:06  |
|    |                       |       |
| 3. | "Advantage"           | 5:00  |
|    |                       |       |
|    |                       | 20:16 |
|    |                       |       |
Strona B
| 4. | "Egyptian Danza"                    | 5:41  |
|    |                                     |       |
| 5. | "Race with Devil on Spanish Higway" | 7:36  |
|    |                                     |       |
| 6. | "Cruisin’"                          | 5:26  |
|    |                                     |       |
|    |                                     | 18:43 |
|    |                                     |       |

## Twórcy
Opracowano na podstawie materiału źródłowego.
Muzycy:
- Al Di Meola – gitary
- Steve Gadd – perkusja
- Victor Godsey – keyboardy
- Jan Hammer – keyboardy
- Anthony Jackson – gitara basowa
- James Mingo Lewis – instrumenty perkusyjne
- Sammy Figueroa – dodatkowe instrumenty perkusyjne
- Philippe Saisse – dodatkowe keyboardy

Produkcja:
- Al Di Meola – produkcja muzyczna
- Dennis MacKay – produkcja muzyczna, inżynieria dźwięku
- Philip Roberge - produkcja wykonawcza